# Кибиркштис-МРУ
Кибиркштис-МРУ (лит. Kibirkštis-MRU) — литовский женский баскетбольный клуб из Вильнюса. Клуб создан при поддержке Вильнюсского городского самоуправления и Литовской федерации баскетбола в 2011 году на базе команды высшего дивизиона МРУ для воссоздания бренда «Кибиркштис».

## История

### Предпосылки создания
В 1961 году в Вильнюсе был создан женский баскетбольный клуб «Кибиркштис», впоследствии становившийся бронзовым призёром чемпионатов СССР и многократным победителем чемпионатов Литвы. Клуб впервые был переименован в 1990 году и затем неоднократно менял свои названия. В 2010 году клуб переехал в Каунас и прекратил своё существование в 2012 году под названием «Вичи-Айстес».

### Возрождение
В 2011 году для воссоздания бренда «Кибиркштис» при поддержке Вильнюсского городского самоуправления и Литовской федерацией баскетбола был образован клуб «Кибиркштис-Тиче-Ики» на базе университетской команды «МРУ» (Университет Миколаса Ромериса), выступающей в высшем дивизионе. В название были включены бренды компаний-спонсоров: «Тиче» (лит. Tichė; минеральная вода) и «Ики» (лит. Iki; сеть супермаркетов).
Неизменной составляющей названия является бренд «Кибиркштис», известный как наиболее успешный литовский клуб советской эпохи. За исключением периода с 2015 по 2019 год в названии присутствуют отсылки к главным спонсорам клуба. 

### Кибиркштис-МРУ
С 2019 года клуб называется «Кибиркштис-МРУ», где МРУ — это аббревиатура Университета Миколаса Ромериса, ставшего спонсором клуба и предоставившим свой спортивный зал для тренировок и игр на ближайшие три года.

### Хронология названий
- МРУ — до 2011 года
- Кибиркштис-Тиче-Ики — сезон 2011/2012
- Кибиркштис-Вичи-Ики — сезон 2012/2013
- Кибиркштис-Вичи — сезоны 2013/2014 и 2014/2015
- Кибиркштис — с 2015 по 2019 год
- Кибиркштис-МРУ — с 2019 года.

## Достижения
- Чемпион Литвы: 2013, 2014, 2020
- Чемпион Балтийской лиги: 2014

### Статистика выступлений
| Сезон     | Название            | Чемпионат Литвы               | Чемпионат Литвы | Балтийская лига               | Балтийская лига | Примечания    |
| Сезон     | Название            | Регулярный сезон (участников) | Плей-офф        | Регулярный сезон (участников) | Плей-офф        | Примечания    |
| --------- | ------------------- | ----------------------------- | --------------- | ----------------------------- | --------------- | ------------- |
| 2009/2010 | МРУ                 | 6 (8)                         | 1/4 финала      | —                             | —               | [ 2 ] [ 3 ]   |
| 2010/2011 | МРУ                 | 6 (7)                         | 1/4 финала      | 8 (9)                         | —               | [ 4 ] [ 5 ]   |
| 2011/2012 | Кибиркштис-Тиче-Ики | 2 (8)                         | финалист        | 11-12 (15)                    | —               | [ 6 ] [ 7 ]   |
| 2012/2013 | Кибиркштис-Вичи-Ики | 1 (8)                         | чемпион         | [ 8 ]                         | 3               | [ 9 ] [ 10 ]  |
| 2013/2014 | Кибиркштис-Вичи     | 1 (8)                         | чемпион         | [ 8 ]                         | чемпион         | [ 11 ] [ 12 ] |
| 2014/2015 | Кибиркштис-Вичи     | 5 (8)                         | 1/4 финала      | —                             | —               | [ 13 ] [ 14 ] |
| 2015/2016 | Кибиркштис          | 3 (7)                         | 3               | —                             | —               | [ 15 ] [ 16 ] |
| 2016/2017 | Кибиркштис          | 2 (7)                         | 3               | —                             | —               | [ 17 ] [ 18 ] |
| 2017/2018 | Кибиркштис          | 1 (5)                         | финалист        | ?                             | ?               | [ 19 ] [ 20 ] |
| 2018/2019 | Кибиркштис          | 1 (5)                         | 3               | 4 (8)                         | 3               | [ 21 ] [ 22 ] |
| 2019/2020 | Кибиркштис-МРУ      | 1 (5)                         | 1 (5)           | 2 (8)                         | 4               | [ 24 ]        |